# 拉馬迪
拉馬迪（阿拉伯语：‎；Ar Ramādī）是伊拉克中部的城市，位於首都巴格達以西110公里（68英哩）肥沃的沖積平原上，是安巴爾省的首府，2004年聯合國的數據顯示人口為483,209。1869年，鄂圖曼帝國創建拉馬迪，作為管治和與區內的阿拉伯部族溝通的中心。第一次世界大戰期間，英國軍隊在1917年11月打敗城內剩餘的鄂圖曼軍隊勢力，佔領拉馬迪。

## 近期事件
2015年5月15日，极端组织伊斯兰国攻占拉马迪市。2015年12月28日，伊拉克軍隊收復拉馬迪。

## 外部連結

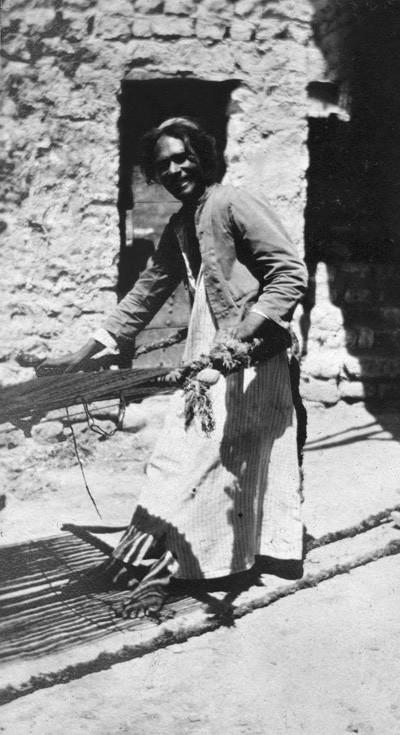
猶太人在拉馬迪城內織布，1918年

- 拉馬迪的衛星影像 Archive.today的存檔，存档日期2013-01-03

33°25′N 43°18′E / 33.417°N 43.300°E